# Patinella hyalophaea
Patinella hyalophaea är en svampart som beskrevs av Sacc. 1875. Patinella hyalophaea ingår i släktet Patinella, ordningen disksvampar, klassen Leotiomycetes, divisionen sporsäcksvampar och riket svampar.   Inga underarter finns listade i Catalogue of Life.